# Đoko Jovanić
Đoko Jovanić, (Suvaja (Gračac) 9. rujna 1917. - Beograd 29. svibnja 2000.), predratni komunist, general JNA i narodni heroj SFRJ. Jedan od glavnih aktera ustanka u Lici 1941. godine, kasnije zapovjednik VI. ličke divizije NOVJ.

## Životopis
Đoko Jovanić rođen je 1917. godine u Suvaji kod Srba (danas dio općine Gračac) u nevelikoj težačkoj obitelji. Otac mu se kao invalid 1913. godine vratio u Liku iz Sjedinjenih Američkih Država, u kojima je proveo nekoliko godina kao fizički radnik. Jovanićeva se obitelj 1922. godine preselila iz Like u selo Žednik kod Subotice. Četverogodišnju osnovnu školu završava u tom mjestu, a potom prva četiri razreda gimnazije u Subotici. Peti i šesti razred završava u Bijeljini, gdje se povezuje s komunistima. Sedmi razred gimnazije pohađa u Subotici, te se jače povezuje s tada ilegalnom Komunističkom partijom Jugoslavije, čijim članom će postati 1936. godine. Vlasti su ga razotkrile u veljači 1936. godine, te je uhićen i osuđen na devet mjeseci zatvora. Ujedno mu je zabranjeno da dovrši gimnaziju.
U lipnju 1939. godine završava vojni rok, te se u svojem selu Žedniku uključuje u rad komunističke partije i Saveza komunističke omladine, koji ondje uspijevaju okupiti čak oko 90 mladih simpatizera. U Subotici je neko vrijeme uređivao "Narodni glas", legalni organ Stranke radnog naroda (tadašnjeg paravana zabranjene KPJ). U siječnju 1941. godine ponovno je uhićen, te je u zatvoru ostao do početka Travanjskog rata. Nakon mađarske okupacije Vojvodine s obitelji se seli nazad u rodnu Liku.

### Drugi svjetski rat

#### Vođa ustanka 1941. godine
U Lici se odmah povezuje s malobrojnim lokalnim komunistima, te igra značajnu ulogu u ustanku u Srbu 27. srpnja 1941. godine. Zapovijeda dijelom ustaničkih snaga u Lici i Bosanskoj krajini u ljeto i jesen 1941. godine, pri čemu pokušava ojačati autoritet KPJ u većinom stihijski organiziranim ustaničkim jedinicama. Jedinice pod njegovim nominalnim zapovjedništvom (konkretno jedinice 2. ustaničkog bataljuna "Sloboda") u tom su periodu izvršile nekoliko uspješnih napada na ustaške, domobranske i oružničke jedinice, ali su sudjelovale i u osvetničkim ratnim zločinima nad hrvatskim i muslimanskim civilima u selima Brotnji i Boričevcu, te u bosanskom Kulen Vakufu. Jovanić je - u skladu s direktivama KPJ, koja je ustanak željela proširiti i na hrvatsko stanovništvo - u nekoliko navrata pokušavao spriječiti revanšističke pokolje, no zbog manjka autoriteta nad ustaničkom masom u ljeto 1941. u tome uglavnom nije imao uspjeha. U svojim memoarima objavljenima pri kraju komunističke vladavine 1988. godine s očitom nelagodom piše o tim događajima, te pokolj u Kulen Vakufu označava kao jedan od najtragičnijih trenutaka ustanka.
Ubrzo nakon izbijanja ustanka među ustaničkom se masom počelo odvijati raslojavanje između simpatizera KPJ (koji su se zalagali za široki antifašistički front i borbu protiv svih fašističkih vojski) s jedne strane, te monarhistički i velikosrpski nastrojenih pojedinaca s druge strane, koji su u Kraljevini Italiji vidjeli mogućeg saveznika u borbi protiv ustaša. Jovanić je, kao komandant i politički komesar nekoliko ustaničkih jedinica, pokušavao uvjeriti narod istočne Like o potrebi borbe protiv talijanske vojske, no u tome u početku nije imao previše uspjeha. Stoga je u dogovoru s Gojkom Polovinom (tada načelnikom Štaba gerilskih odreda za Lapac), ali bez konzultacija s višim organima KPJ, pristao otići na sastanak s predstavnicima talijanske vojske u organizaciji nekolicine utjecajnih srpskih nacionalističkih političara iz Like. Među prisutnim delegatima na sastanku u Otriću 11. kolovoza 1941. Jovanić je bio jedini komunist i kao takav u apsolutnoj manjini, te nije mogao utjecati na ishod pregovora. Predstavnici srpskih ustanika tada su se obvezali zaustaviti sve neprijateljske aktivnosti uperene protiv talijanske vojske, ali i zabraniti komunističku aktivnost na teritoriju pod njihovom kontrolom. Jovanić po svemu sudeći nije vjerovao u dugoročni značaj ovog sporazuma, te je po povratku u Liku nastavio djelovati na liniji KPJ i zagovarati borbu protiv talijanske vojske. Usprkos tome, nekoliko dana kasnije ga je zbog potpisivanja "Otrićkog sporazuma" oštro prekorio Marko Orešković-Krntija (član CK KPH i CK KPJ) i zaprijetio mu izbacivanjem iz Partije.
Sredinom rujna 1941. Jovanić postaje zapovjednikom prve prave (mobilne) partizanske jedinice u Lici - Letećeg odreda "Čapajev". Jezgru boraca "Čapajeva" činili su mladi ustanici iz Podurljaja i Kunovca, dok su zapovjedni kadar formirali pripadnici i simpatizeri Komunističke partije. U odred je do kraja rujna stupilo 49 dobrovoljaca (od čega 31 iz tadašnje općine Srb), pri čemu je prosječna dob boraca iznosila 25 godina. Odred je pod Jovanićevim zapovjedništvom već 3. listopada 1941. organizirao uspješnu zasjedu na cesti Kulen Vakuf-Vrtoče u kojoj su poginuli domobranski časnici Ivan Matagić i Vladimir Veber. Odred se sredinom listopada prebacio u središnju i zapadnu Liku, s ciljem širenja područja borbe i dizanja morala lokalnih ustaničkih jedinica. U tu je svrhu dio odreda, predvođen Jovanićem i članom Okružnog komiteta KPH za Liku Jakovom Blaževićem, 24. listopada 1941. upao u Smiljan kod Gospića. Jovanićev je odred u Smiljanu uništio općinski ured i likvidirao lokalnog ustašu Markišu Franića, koji je sudjelovao u kolovoškom masakru nad smiljanskim Srbima.
Nakon dodavanja druge čete i nakon smrti Marka Oreškovića-Krntije, Leteći je odred "Čapajev" 29. studenog 1941. preimenovan u bataljun "Marko Orešković". Jovanić je imenovan komandantom bataljuna kojega je u trenutku osnivanja sačinjavalo 110-115 boraca. Bataljunu se u narednim tjednima pridružila i treća (dalmatinska) četa, te je on krajem 1941. i početkom 1942. godine vodio brojne borbe protiv ustaških i talijanskih snaga u Lici. Dvadeset i sedmog veljače 1942. bataljun je napao i oslobodio Donji Lapac kojega su držale jake talijanske i lokalne četničke snage. Jovanić je prilikom ove bitke bio ranjen u ruku te je zbog ozljede bio prisiljen privremeno odstupiti s pozicije zapovjednika Bataljuna. Na tome ga je položaju zamijenio dotadašnji komesar bataljuna Marko Šijan, dok je Jovaniću pripala mirnija dužnost vojnog zapovjednika Donjeg Lapca.

#### Zapovjednik Šeste ličke divizije NOVJ
Sredinom travnja 1942. godine postaje zapovjednik III. ličkog partizanskog odreda u čiji su sastav ušli bataljuni "Marko Orešković", "Stojan Matić" i "Gavrilo Princip" te samostalna Doljanska četa. S Odredom sudjeluje u borbama protiv talijanske vojske i četnika u Lici te u njemu ostaje do rujna 1942., kada prelazi na dužnost pomoćnika zapovjednika Glavnog štaba NOV i PO Hrvatske. Postaje članom ZAVNOH-a odmah po njegovom osnivanju 13. lipnja 1943. godine.
Od travnja 1943. godine pa do završetka rata je zapovjednik Šeste ličke divizije NOVJ-a. Zapovijedat će Šestom ličkom divizijom prilikom njemačkog desanta na Drvar krajem svibnja 1944. godine. Jovanićeva je divizija tada odigrala značajnu ulogu u spašavanju Vrhovnog štaba NOVJ. S divizijom sudjeluje i u oslobođenju Srbije ujesen 1944. godine (uključujući Beogradsku operaciju), te je bio jedan od značajnijih zapovjednika NOVJ (kasnije Jugoslavenske armije) na Srijemskom frontu. S istom će divizijom u svibnju 1945. godine ući u Zagreb, gdje će sudjelovati u završnim borbama protiv ostataka HOS-a i njemačkih snaga na Medvednici, ali i u kasnijoj masovnoj likvidaciji ratnih zarobljenika bez suđenja, u tzv. Pokolju u Gračanima.

### Poslijeratna karijera
Poslije rata završava vojnu akademiju u Moskvi, te je potom bio na raznim vojnim dužnostima, uključivo onu načelnika Vojno-historijskog instituta, urednika vojnog znanstvenog časopisa „Vojno delo“, te zamjenika načelnika Generalštaba JNA. Od 1967. do 1974. bio je zapovjednik Zagrebačke vojne oblasti te je za vrijeme službe u Zagrebu često kritizirao vođe i političku orijentaciju Hrvatskog proljeća, smatrajući ju nacionalističkom. U svibnju 1975. godine zapovijeda svečanom vojnom paradom u čast 30. obljetnice oslobođenja Jugoslavije u Drugom svjetskom ratu.
Na 10. kongresu Saveza komunista Jugoslavije (održanom 1974.) izabran je za člana Centralnog komiteta SKJ te je na toj poziciji ostao do 1978. Pred kraj karijere dolazio je u česte sukobe sa Stanetom Dolancom, tadašnjim sekretarom Izvršnog biroa CK SKJ.
U mirovinu se povukao 1977. godine u činu general-pukovnika JNA.
Umro je 29. svibnja 2000. godine u Beogradu, gdje je i pokopan.

## Osobni život
Đoko Jovanić imao je tri mlađa brata - Dragana (poginuo kao partizan u Lici), Branka i Radu - te sestru Dragu koja je preminula od tuberkuloze u 18. godini. Ženio se više puta i imao tri sina: Milana, Dragana i Jovana.
Bio je osobni prijatelj Jovanke Broz koju je, kao Ličanku, poznavao još iz partizanskih dana.

## Odlikovanja
Nosilac je Partizanske spomenice 1941.
Narodnim herojem Jugoslavije je proglašen 20. prosinca 1951. godine.